# Montserrat Márquez Cristóbal
Monsterrat Márquez Cristóbal (Isla Cristina, Huelva) es una política española, exalcaldesa de Isla Cristina y actualmente concejala de Obras y Urbanismo e Innovación, Desarrollo Tecnológico en el Grupo CxIC (Compromiso por Isla Cristina).

## Concejala por el PSOE 2008-2014
Márquez fue concejala por el PSOE de Isla Cristina tras la dimisión de la concejala Isabel Rojas, entrando en el puesto 13.
En la legislatura siguiente, concurrió como número 2 de la lista socialista. La concejala socialista actuó en ocasiones fuera de la disciplina de voto, dejando el acta en una rueda de prensa, donde anunció que sería cabeza de lista de una nueva agrupación política, una asociación de electores llamada Ciudadanos por isla Cristina.

## Alcaldía 2017 - 2019
Durante el mandato de Antonia Grao Faneca en 2017, los grupos Compromiso por Isla Cristina, Andalucía por sí y PSOE-A Isla Cristina propusieron en pleno la realización de una moción de censura contra la alcaldesa, proponiéndose en dicha propuesta como candidata a Monsterrat Márquez. La moción fue aprobada y el 25 de marzo juró su cargo ante los ciudadanos en el Teatro Municipal Horacio Noguera.

## Concejalías 2019 - 2023
En las elecciones municipales, de los 11 escaños para mayoría, al no haber conseguido la mayoría el PSOE-A, se pactó el tripartito con PSOE-A, Andalucía por Sí y Compromiso por Isla Cristina.
| Composición del Ayuntamiento de Isla Cristina |            |
| Partido político                              | Concejales |
| Partido Socialista Obrero Español (PSOE)      | 6          |
| Partido Independiente la Figuereta (PIF)      | 5          |
| Andalucía por Sí (AxSI)                       | 4          |
| Partido Popular (PP)                          | 3          |
| Compromiso por IC (agrupación de electores)   | 2          |
| Ciudadanos (Cs)                               | 1          |